# Schmarbeck (Fluss)
Die Schmarbeck ist ein 9,0 Kilometer langer, weitgehend naturbelassener Bach in der Südheide (Niedersachsen). Sie entwässert die „Große Heide“ nördlich von Unterlüß, die zum Teil als Schießplatz der Firma Rheinmetall genutzt wird (Sperrgebiet).

## Geographie

### Verlauf
Die Schmarbeck bildet sich aus dem Nördlicher Quellbach, welcher am Fuße des Faßbergs (95 m über NN), aus dessen Namen sich der Ort Faßberg ableitet, und der südlichen Schmarbeck vom Breuerbergs kommend, einem 92 m über NN hohen Berg. Sie fließt zunächst in Nordwest-Richtung durch dichten Kiefernwald und danach bis zum Ort Schmarbeck durch landwirtschaftlich genutzte Flächen. Hinter Schmarbeck verläuft das Bachbett überwiegend in Südwest-Richtung durch Kiefernwald, vereinzelt aber auch durch Eichen- und Erlenwald, und vereinigt sich südlich von Faßberg mit der Sothrieth zum Landwehrbach.
Der Landwehrbach mündet nach 2,8 km nördlich von Müden in die Örtze.

### Nebenflüsse

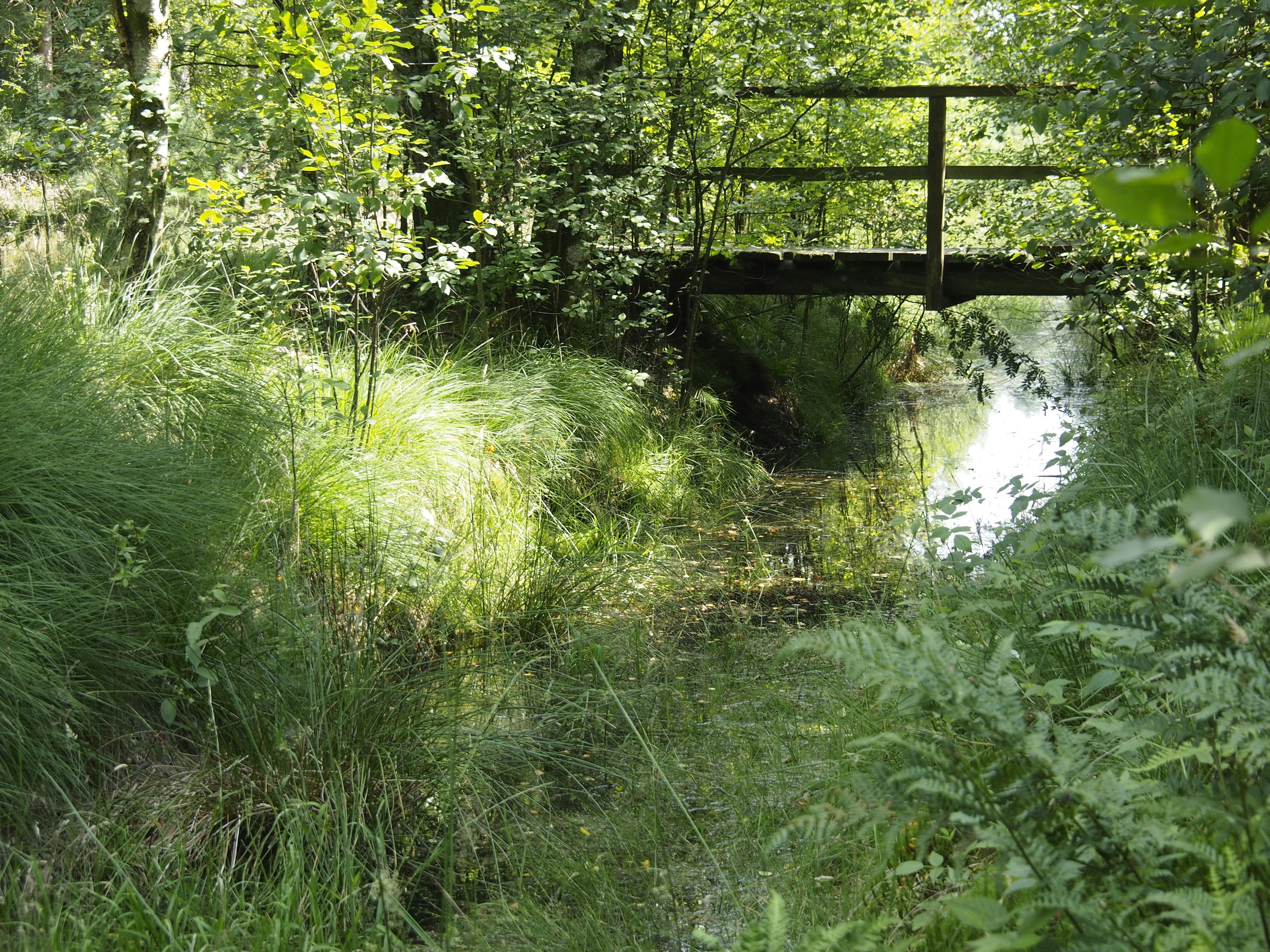
Brücke am Oberlauf der Schmarbeck
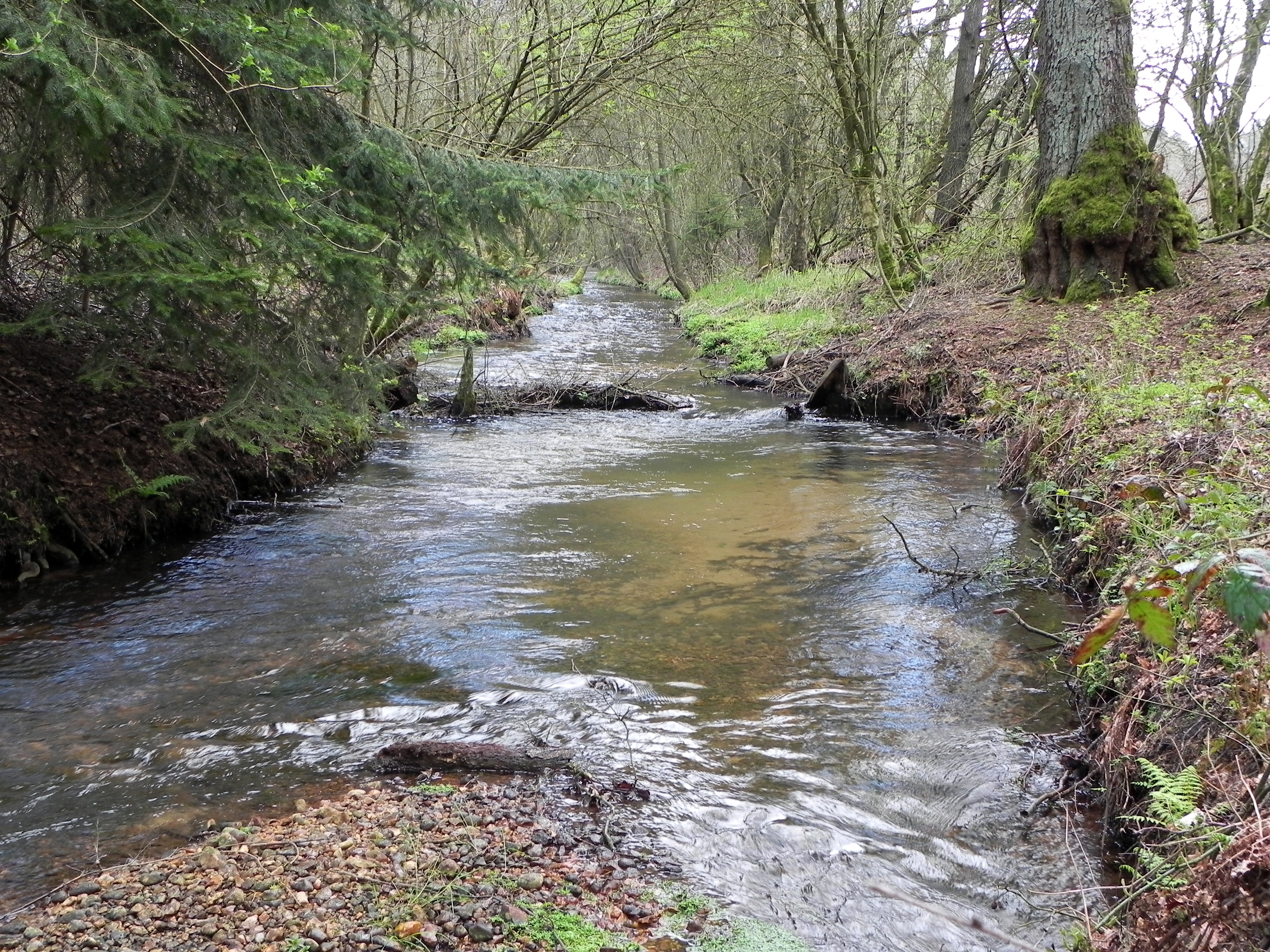
Die Schmarbeck nahe Faßberg
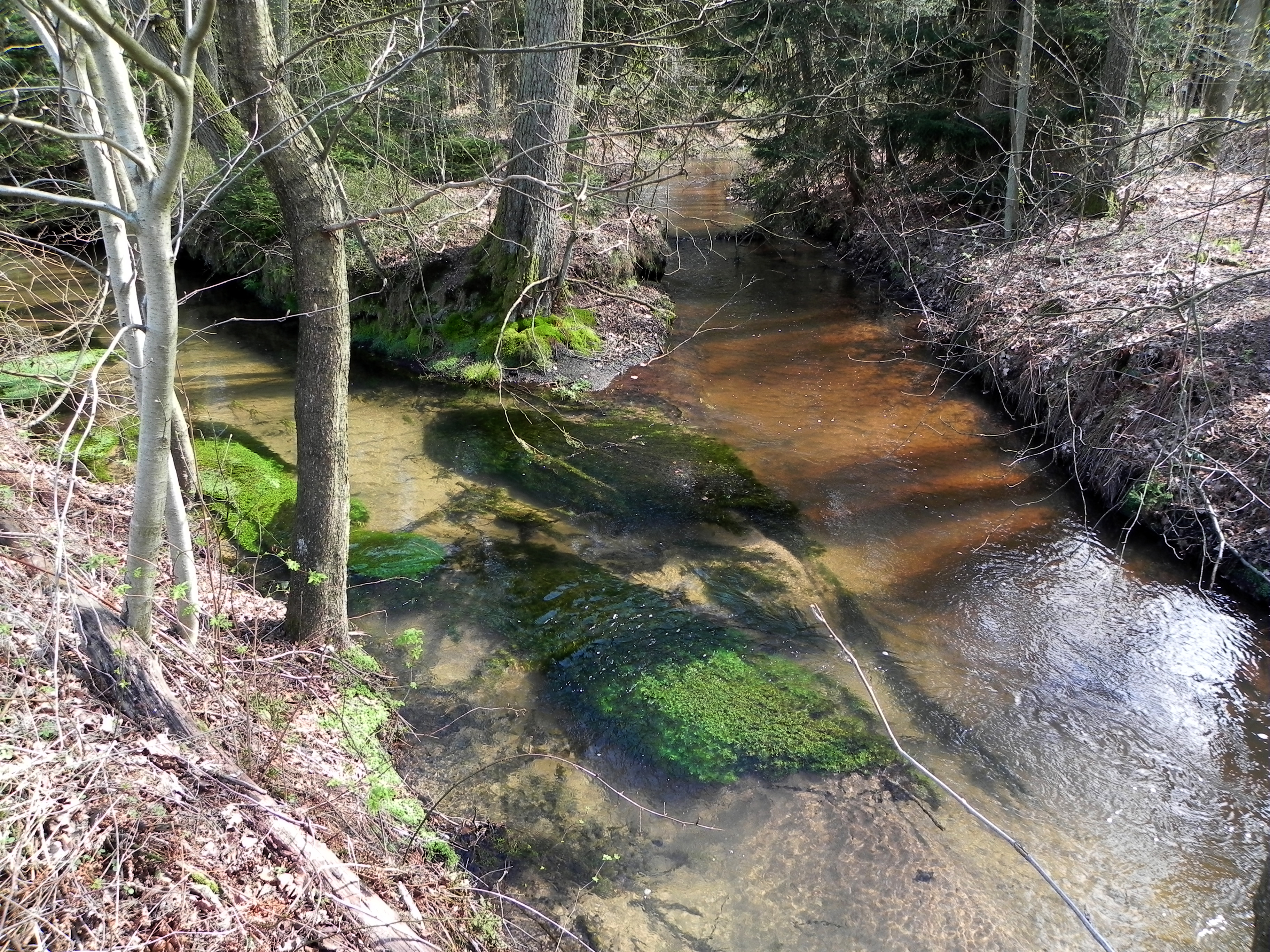
Zusammenfluss von Schmarbeck (links) und Sothrieth

## Flora und Fauna
In dem Bach leben noch Bachforellen und die in ihrem Bestand gefährdeten Bachneunaugen. Am Bachrand wächst die in Niedersachsen auf der Roten Liste als gefährdete Art eingestufte Sumpfdotterblume (Caltha palustris).

## Geschichte
In einer aus dem Jahr 1004 stammenden Urkunde wird der Heide-Bach als Marbike bezeichnet. Die Schmarbeck war ein wichtiger Grenzpunkt zur Klärung von Besitzrechten. Schmar-Beck ist demnach die Wortbedeutung für Grenz-Bach. Alternativ könnte sich das Bestimmungswort vom mittelniederdeutschen Wort smer für „Fett, Dreck, Kot“ ableiten.
Im 19. Jahrhundert wurde der Bach durch aufstauen auch zur Wiesenbewässerung genutzt. Diese Art der künstlichen Bewässerung ist seit langem eingestellt, einzelne Staustufen sind im Ansatz heute noch zu erkennen.

## Zustand
Die Schmarbeck hat auf der gesamten Länge die die Güteklasse II (mäßig belastet). Erst am Zusammenfluss mit der Sothrieth (hier ist das Faßberger Klärwerk) hat die Sothrieth kurz die Gewässergüte Klasse II–III (kritisch belastet).